# Marsz Bredowski
Marsz Bredowski (ros. Бредовский поход) – marsz wojsk białych działających na obszarze prawobrzeżnej Ukrainy z rejonu Odessy ku granicy rumuńskiej, a następnie polskiej na początku 1920 r., podczas wojny domowej w Rosji.

## Tło wydarzeń
W grudniu 1919 r. bolszewicka 1 Armia Konna zdobyła Charków i Kijów, a także odrzuciła wojska białych z obszaru Donbasu. W styczniu 1920 r. Armia Czerwona zajęła Rostów nad Donem oraz Nowoczerkask, a inne jej zgrupowanie odbiło Carycyn. Białe Siły Zbrojne Południa Rosji były od listopada 1919 r. w odwrocie na całej długości frontu i nigdy już nie odzyskały w wojnie inicjatywy.
Mimo pogarszającej się sytuacji 31 grudnia 1919 r. gen. Anton Denikin nakazał dowodzącemu wojskami białych okręgu noworosyjskiego gen. por. Nikołajowi Szyllingowi  za wszelką cenę bronić zarówno Krymu, jak i głównego miasta w białej guberni noworosyjskiej - Odessy. Szylling był zdania, że plan ten jest nierealny i zamierzał skierować całość swoich wojsk na Krym. Denikin został jednak przekonany przez Brytyjczyków i Francuzów, że upadek Odessy wywrze fatalne wrażenie na zachodniej opinii publicznej. Oba państwa wspierające białych obiecały dalszą pomoc i ewentualnie wsparcie w organizacji ewakuacji. Tymczasem w styczniu 1920 r. obszar w rejonie wybrzeża czarnomorskiego kontrolowany przez białych systematycznie się kurczył pod naporem działań 12 i 14 Armii Czerwonej. W końcu miesiąca czerwoni opanowali kolejno Chersoń, Mikołajów i Wozniesieńsk.

## Decyzja o ewakuacji. Marsz ku granicy rumuńskiej

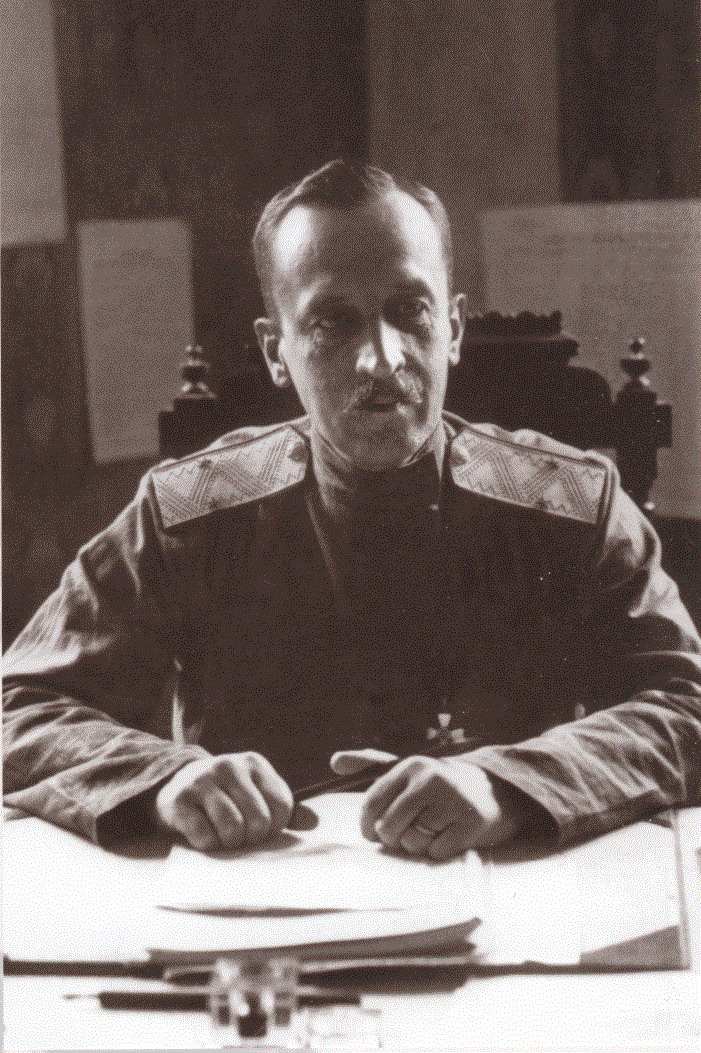
Gen. Nikołaj Bredow

24 stycznia tego roku dyrektywą gen. lejt. Nikołaja Szyllinga wszystkie oddziały operujące na prawobrzeżnej Ukrainie, oprócz garnizonu Odessy (który został ewakuowany na Krym na brytyjskich okrętach), zostały podporządkowane dowództwu gen. lejt. Nikołaja Bredowa. Szefem sztabu został gen. mjr Borys Sztejfon. Główne siły białych ześrodkowały się w rejonie Tyraspola. Ponadto część II Korpusu Armijnego gen. lejt. Michaiła N. Promptowa (5 Dywizja Piechoty, grupa kawaleryjska gen. mjr. Nikołaja Sklarowa i oddział płk. Salikowa) miała zebrać się we wsi Majaki, zaś grupa gen. Wasiliewa w Owidiopolu. Liczyły one ogółem ok. 6 tys. żołnierzy.
Wszystkie oddziały miały przejść na terytorium Besarabii, kontrolowanej przez Rumunię, gdzie – koncentrując się w Tulczy – czekałyby na transport na Krym, do reszty wojsk gen. Piotra Wrangla. Jednakże na przeprawach przez Dniestr zostały ostrzelane z dział i karabinów maszynowych. Oficerowie rumuńscy oświadczyli, że otrzymali rozkaz nikogo przez granicę nie przepuszczać, w związku z czym oddziały gen. Bredowa zmuszone były nocą z 29 na 30 stycznia 1920 r. skierować się na północ wzdłuż rzeki do rejonu Kamieńca Podolskiego. W marszu uczestniczyło też wielu uchodźców cywilnych. Po 14 dniach ciężkiego marszu wojska gen. Bredowa doszły 12 lutego do Nowej Uszycy na Podolu, gdzie spotkały się z oddziałami Wojska Polskiego.
Do końca lutego były rozmieszczone wzdłuż frontu, a następnie zostały rozbrojone i internowane. Rosjan osadzono w obozach w Pikulicach pod Przemyślem, Dąbiu pod Krakowem, w Strzałkowie oraz Aleksandrowie Kujawskim.
Spośród części żołnierzy gen. Bredowa od czerwca 1920 r. była formowana 3 Armia Rosyjska. Pozostali w połowie sierpnia z portów rumuńskich zostali przetransportowani statkami na Krym, gdzie sformowano z nich 6 i 7 Dywizje Piechoty III Korpusu Armijnego pod dowództwem przybyłego z bredowcami gen. Michaiła  Skałona.
25 lutego 1922 r. dla uczestników Marszu Bredowskiego został ustanowiony Krzyż Marszu Generała Bredowa. Był to srebrny krzyż pokryty białą emalią ze srebrnymi zakończeniami. Na nim był umieszczony srebrny miecz skierowany na ukos do dołu. Na awersie krzyża znajdowały się cyfry 19 20 (1920 r.), zaś na rewersie napis cyrylicą ВЕРНЫЕ ДОЛГУ.